# Moisesalm
Die Moisesalm (auch Moisealm) ist eine Alm in der Gemeinde Bad Gastein im österreichischen Bundesland Salzburg.

## Lage und Charakteristik
Die Moisesalm befindet sich im Naßfelder Tal an den nordöstlichen Ausläufern des Aperen Scharecks in der Goldberggruppe. Sie liegt am linken Flussufer der Naßfelder Ache. Sie gehört zur Ortschaft Bad Gastein und zur Katastralgemeinde Böckstein und ist Teil des Landschaftsschutzgebiets Gasteiner-Tal. Die Gamswild-Ruhezone Neuwirthsteig westlich der Alm darf von 1. Dezember bis 31. Mai nicht betreten werden. Hier erstreckt sich ein Grünerlen-Buschwald.
Eine Almhütte steht auf einer Höhe von 1602 m ü. A. Die niedere Hütte ist wegen des Schutzes vor Lawinen in den Hang gebaut. Sie wird witterungsabhängig von Mitte Juni bis Mitte September als Jausenstation betrieben. Es werden Speisen aus eigener Herstellung angeboten. Bei der Moisesalm verläuft der Weitwanderweg Rupertiweg.

## Geschichte
Die Almhütte der Moisesalm wird seit dem Jahr 1919 bewirtschaftet.